# Guillermo García López

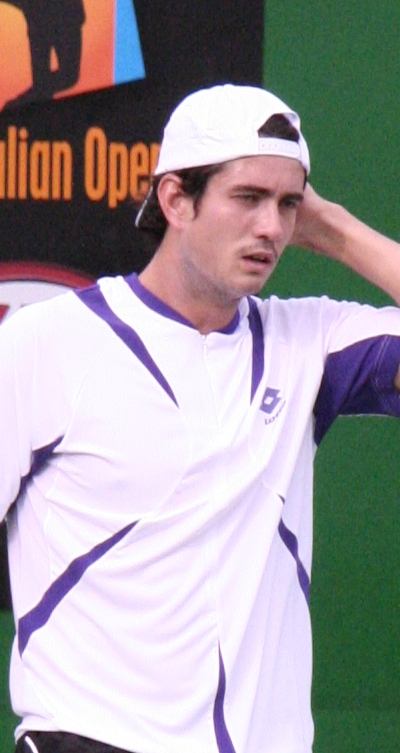
Guillermo García López el 2007

Guillermo García López (La Roda, Espanya, 4 de juny de 1983) és un exjugador professional de tennis masculí espanyol. Ha guanyat un total de cinc títols individuals i tres més de dobles, arribant en ser el número 23 i 27 del rànquing respectivament.

## Biografia
El seu pare era un gran seguidor de tennis i li va posar el nom en honor de l'extennista Guillermo Vilas.
Guillermo és bon amic de l'extennista espanyol Juan Carlos Ferrero, i entrena en la seva acadèmia JC Ferrero Equelite Tennis Academy de Villena, Espanya.

## Torneigs de Grand Slam

### Dobles: 1 (0−1)
| Resultat  | Núm. | Any  | Torneig | Parella             | Oponents                  | Marcador |
| --------- | ---- | ---- | ------- | ------------------- | ------------------------- | -------- |
| Finalista | 1.   | 2016 | US Open | Pablo Carreño Busta | Jamie Murray Bruno Soares | 2−6, 3−6 |

## Palmarès

### Individual: 9 (5−4)
| Llegenda                          |
| --------------------------------- |
| Grand Slams (0−0)                 |
| ATP Finals (0−0)                  |
| ATP World Tour Masters 1000 (0−0) |
| ATP World Tour 500 (0−0)          |
| ATP World Tour 250 (5−4)          |

| Títols per superfície |
| --------------------- |
| Dura (2−2)            |
| Gespa (0−1)           |
| Terra batuda (3−1)    |

| Resultat  | Núm. | Data                   | Torneig                 | Superfície   | Oponent en la final | Marcador         |
| --------- | ---- | ---------------------- | ----------------------- | ------------ | ------------------- | ---------------- |
| Guanyador | 1.   | 23 de maig de 2009     | Kitzbühel, Àustria      | Terra batuda | Julien Benneteau    | 3−6, 7−6(4), 6−3 |
| Finalista | 1.   | 19 de juny de 2010     | Eastbourne, Regne Unit  | Gespa        | Michaël Llodra      | 5−7, 2−6         |
| Guanyador | 2.   | 3 d'octubre de 2010    | Bangkok, Tailàndia      | Dura (i)     | Jarkko Nieminen     | 6−4, 3−6, 6−4    |
| Finalista | 2.   | 28 d'abril de 2013     | Bucarest, Romania       | Terra batuda | Lukáš Rosol         | 3−6, 2−6         |
| Finalista | 3.   | 22 de setembre de 2013 | Sant Petersburg, Rússia | Dura (i)     | Ernests Gulbis      | 6−3, 4−6, 0−6    |
| Guanyador | 3.   | 13 d'abril de 2014     | Casablanca, Marroc      | Terra batuda | Marcel Granollers   | 5−7, 6−4, 6−3    |
| Guanyador | 4.   | 8 de febrer de 2015    | Zagreb, Croàcia         | Dur (i)      | Andreas Seppi       | 7−6(4), 6−3      |
| Guanyador | 5.   | 26 d'abril de 2015     | Bucarest                | Terra batuda | Jiří Veselý         | 7−6(5), 7−6(11)  |
| Finalista | 4.   | 4 d'octubre de 2015    | Shenzhen, Xina          | Dura         | Tomáš Berdych       | 3−6, 6−7(7)      |

### Dobles masculins: 9 (3−6)
| Llegenda (pre/post 2009)                                 |
| -------------------------------------------------------- |
| Grand Slams (0−1)                                        |
| Tennis Masters Cup / ATP Finals (0−0)                    |
| ATP Masters Series / ATP World Tour Masters 1000 (0−0)   |
| ATP International Series Gold / ATP World Tour 500 (0−1) |
| ATP International Series / ATP World Tour 250 (3−4)      |

| Títols per superfície |
| --------------------- |
| Dura (2−2)            |
| Gespa (0−0)           |
| Terra batuda (1−4)    |

| Resultat  | Núm. | Data                   | Torneig                     | Superfície       | Parella             | Oponents en la final              | Marcador            |
| --------- | ---- | ---------------------- | --------------------------- | ---------------- | ------------------- | --------------------------------- | ------------------- |
| Finalista | 1.   | 30 de juliol de 2006   | Umag, Croàcia               | Terra batuda     | Albert Portas       | Jaroslav Levinský David Škoch     | 4−6, 4−6            |
| Finalista | 2.   | 23 de juliol de 2007   | Stuttgart, Alemanya         | Terra batuda     | Fernando Verdasco   | František Čermák Leoš Friedl      | 4−6, 4−6            |
| Finalista | 3.   | 4 d'octubre de 2009    | Bangkok, Tailàndia          | Dura (i)         | Mischa Zverev       | Eric Butorac Rajeev Ram           | 6−7(4), 3−6         |
| Guanyador | 1.   | 9 de gener de 2010     | Doha, Qatar                 | Dura             | Albert Montañés     | František Čermák Michal Mertiňák  | 6−4, 7−5            |
| Finalista | 4.   | 28 de juliol de 2013   | Gstaad, Suïssa              | Terra batuda     | Pablo Andújar       | Jamie Murray John Peers           | 3−6, 4−6            |
| Guanyador | 2.   | 2 de març de 2014      | São Paulo, Brasil           | Terra batuda (i) | Philipp Oswald      | Juan Sebastián Cabal Robert Farah | 5−7, 6−4, [15−13]   |
| Finalista | 5.   | 13 de juliol de 2014   | Stuttgart (2)               | Terra batuda     | Philipp Oswald      | Mateusz Kowalczyk Artem Sitak     | 6−2, 1−6, [7−10]    |
| Guanyador | 3.   | 27 d'agost de 2016     | Winston-Salem, Estats Units | Dura             | Henri Kontinen      | Andre Begemann Leander Paes       | 4−6, 7−6(6), [10−8] |
| Finalista | 6.   | 11 de setembre de 2016 | US Open, Estats Units       | Dura             | Pablo Carreño Busta | Jamie Murray Bruno Soares         | 2−6, 3−6            |

## Trajectòria

### Individual
| Open d'Austràlia | A   | 2R    | 2R    | 2R    | 3R    | 2R    | 1R    | 3R    | 1R    | 1R    | 2R    | 4R    | 3R    | 1R   | 2R    | 1R   | Q1  | Q1  | 0 / 15    | 15 – 15   |
| Roland Garros | 2R  | 1R    | 1R    | 2R    | 2R    | 1R    | 2R    | 3R    | 1R    | 1R    | 4R    | 1R    | 2R    | 3R   | 2R    | 1R   | Q1  | A   | 0 / 16    | 13 – 16   |
| Wimbledon | A   | 2R    | 2R    | 1R    | 3R    | 2R    | 1R    | 2R    | 2R    | 1R    | 1R    | 1R    | 1R    | A    | 2R    | Q2   | NC  | A   | 0 / 13    | 8 – 13    |
| US Open | A   | 1R    | 1R    | 1R    | 2R    | 2R    | 2R    | 2R    | 2R    | 1R    | 2R    | 3R    | 1R    | A    | A     | 1R   | A   | A   | 0 / 13    | 8 – 13    |
| Total Victòries−Derrotes                                                                                                   | 5−7 | 19−26 | 15−20 | 13−22 | 21−22 | 28−27 | 31−23 | 20−29 | 20−25 | 20−22 | 25−26 | 31−25 | 22−31 | 5−15 | 16−23 | 6−10 | 0−0 | 0−0 | 297 – 354 | 297 – 354 |
| Rànquing a final d'any | 129 | 91    | 68    | 90    | 62    | 41    | 33    | 39    | 76    | 62    | 36    | 27    | 70    | 70   | 105   | 144  | 220 | 461 |           |           |
| Llegenda: G: Guanyador; F: Finalista; SF: Semifinalista; QF: Quarts de final; Q: Qualificació; A: Absent; RR: Round Robin; |     |       |       |       |       |       |       |       |       |       |       |       |       |      |       |      |     |     |           |           |

### Dobles masculins
| Torneig | 2004 | 2005 | 2006 | 2007 | 2008 | 2009 | 2010 | 2011 | 2012 | 2013 | 2014 | 2015 | 2016 | 2017 | 2018 | 2019 | Títols | V − D   |
| --- | ---- | ---- | ---- | ---- | ---- | ---- | ---- | ---- | ---- | ---- | ---- | ---- | ---- | ---- | ---- | ---- | ------ | ------- |
| Open d'Austràlia | 1R   | A    | A    | 1R   | 1R   | 1R   | A    | 1R   | 2R   | 1R   | 3R   | 2R   | 1R   | SF   | 3R   | 3R   | 0 / 13 | 12 – 13 |
| Roland Garros | A    | A    | A    | 2R   | A    | 2R   | 1R   | 1R   | 1R   | 1R   | 2R   | 3R   | 1R   | 1R   | 2R   | A    | 0 / 10 | 6 – 10  |
| Wimbledon | A    | A    | A    | 1R   | A    | 1R   | 1R   | 1R   | 1R   | 1R   | 1R   | 2R   | 1R   | A    | 1R   | A    | 0 / 9  | 1 – 9   |
| US Open | A    | A    | 1R   | A    | 1R   | 3R   | 1R   | 1R   | 2R   | 1R   | 3R   | 1R   | F    | A    | A    | A    | 0 / 10 | 10 – 10 |
| Rànquing a final d'any | 336  | 672  | 143  | 195  | 277  | 135  | 164  | 184  | 184  | 331  | 49   | 87   | 46   | 84   | 133  | 206  |        |         |
| Llegenda: G: Guanyador; F: Finalista; SF: Semifinalista; QF: Quarts de final; Q: Qualificació; A: Absent; RR: Round Robin; |      |      |      |      |      |      |      |      |      |      |      |      |      |      |      |      |        |         |